# Hérenguerville
Hérenguerville ist eine Ortschaft und eine ehemalige französische Gemeinde mit 202 Einwohnern (Stand 1. Januar 2022) im Département Manche in der Region Normandie (vor 2016 Basse-Normandie). Sie gehörte zum Arrondissement Coutances und zum Kanton Quettreville-sur-Sienne.
Mit Wirkung vom 1. Januar 2019 wurden die früheren Gemeinden Contrières, Guéhébert, Hérenguerville und Trelly in die bereits seit 2016 bestehende Commune nouvelle Quettreville-sur-Sienne integriert und haben dort den Status einer Commune déléguée. Der Verwaltungssitz befindet sich im Ort Quettreville-sur-Sienne.

## Lage
Der Ort 'Hérenguerville liegt im Südwesten der Halbinsel Cotentin, vier Kilometer östlich der Küste des Golfes von Saint-Malo und 20 Kilometer nordnordöstlich von Granville. Nachbarorte von Hérenguerville sind Montmartin-sur-Mer im Nordwesten, Hyenville im Norden, die Commune déléguée Quettreville-sur-Sienne im Osten und im Südosten, Annoville im Südwesten und Hauteville-sur-Mer im Westen.

## Bevölkerungsentwicklung
| Jahr                       | 1962 | 1968 | 1975 | 1982 | 1990 | 1999 | 2008 | 2015 |
| -------------------------- | ---- | ---- | ---- | ---- | ---- | ---- | ---- | ---- |
| Einwohner                  | 148  | 121  | 104  | 109  | 141  | 128  | 158  | 208  |
| Quellen: Cassini und INSEE |      |      |      |      |      |      |      |      |

## Sehenswürdigkeiten

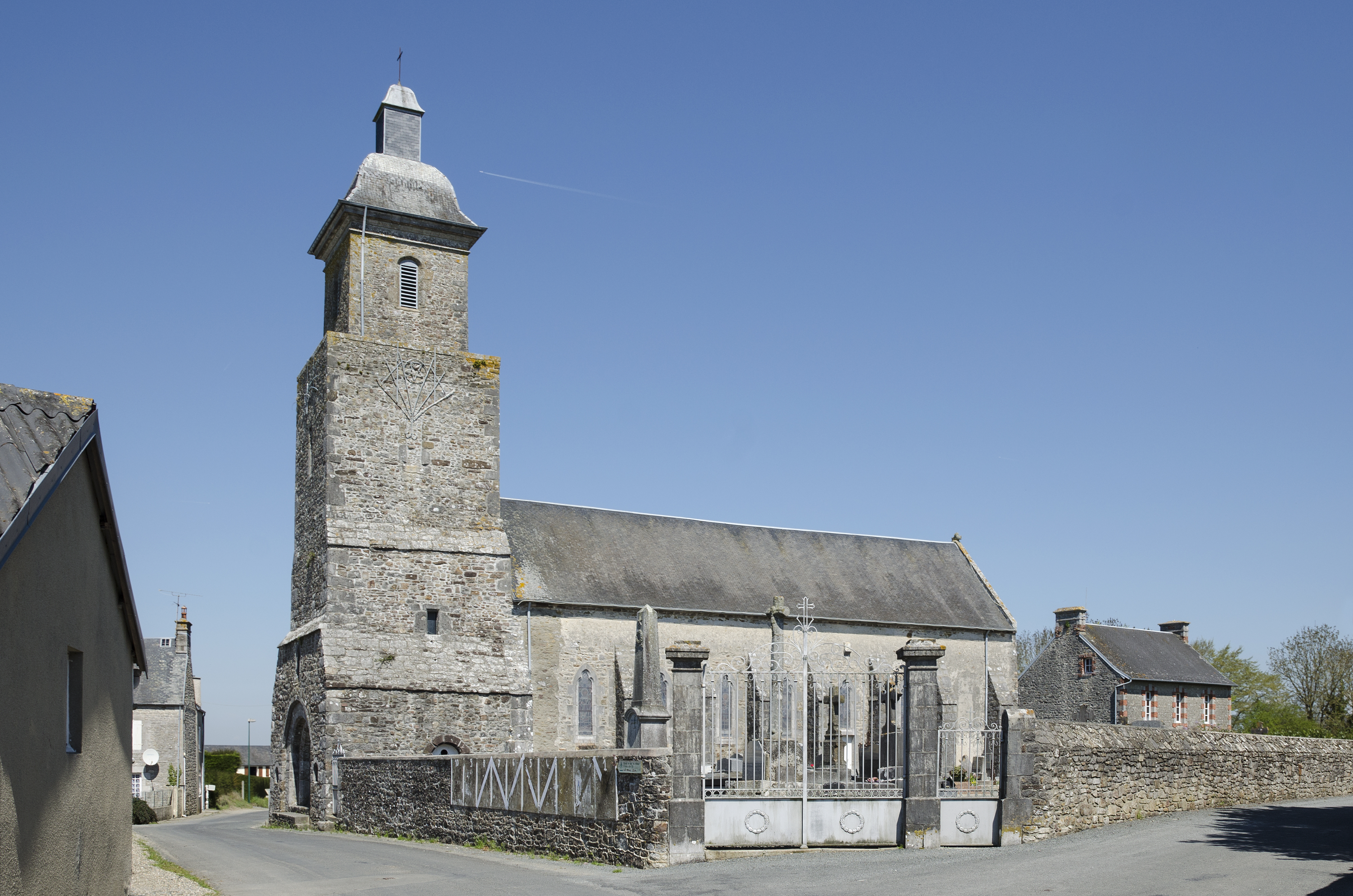
Kirche Saint-Gratien
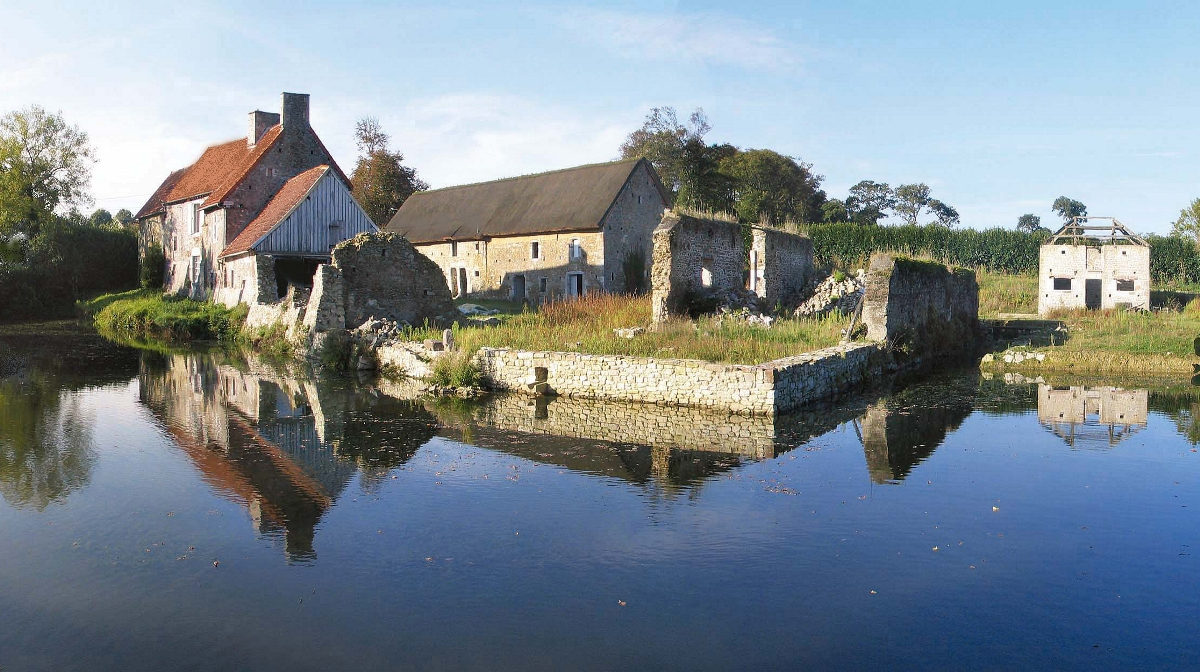
Herrenhaus
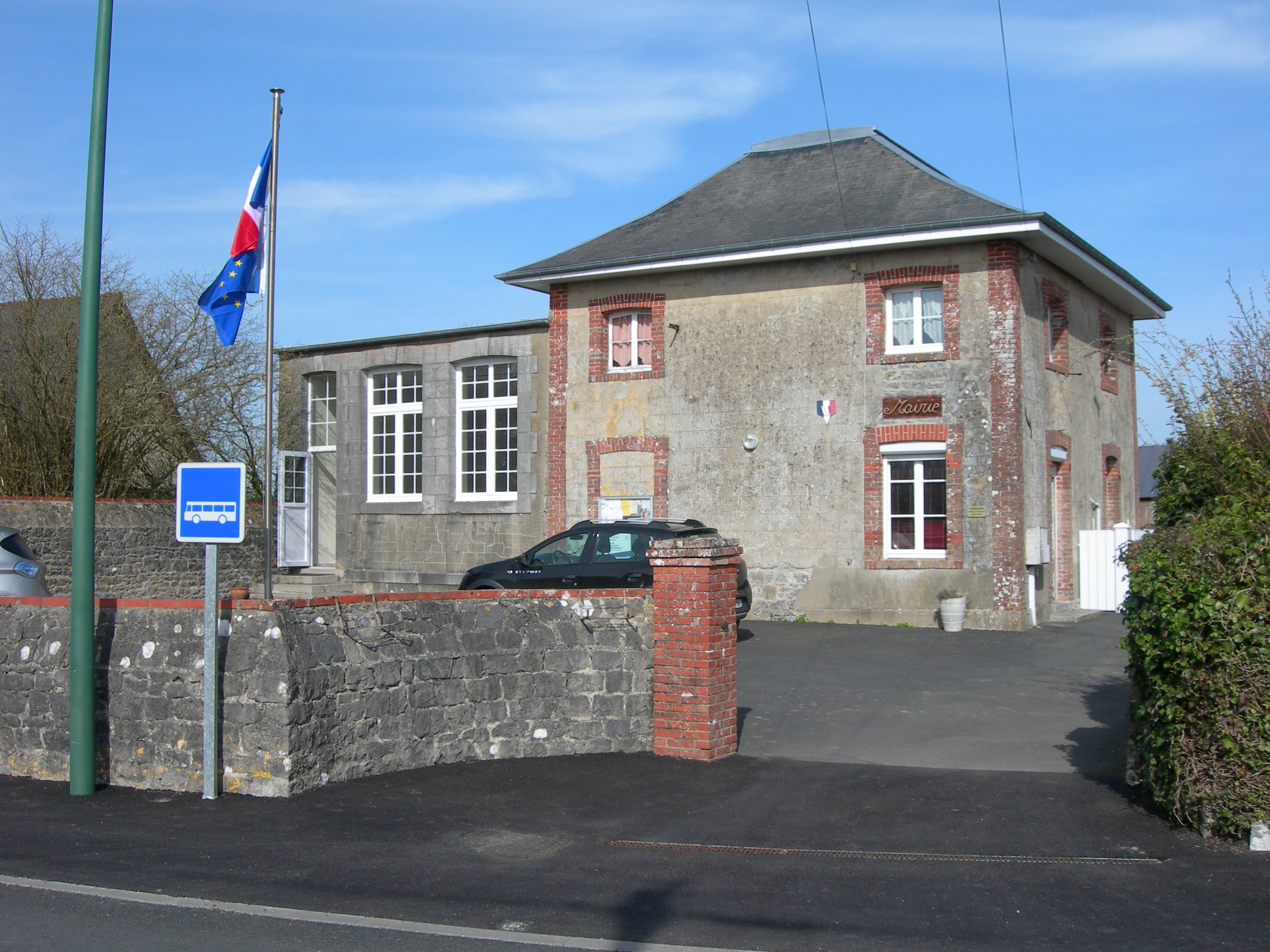
Ehemalige Mairie

- Kirche Saint-Gratien
- Herrenhaus
- Ehemalige Mairie

## Belege
1. ↑  Erlass der Präfektur 09-18-ASJ über die Erweiterung der Commune nouvelle Quettreville-sur-Sienne vom 11. September 2018.